# Terminal Bloomberg
O Terminal Bloomberg é um sistema de software para computadores fornecido pela empresa de dados financeiros Bloomberg L.P., permitindo que profissionais do setor financeiro e de outras indústrias acessem o serviço Bloomberg Profession. Por meio desse sistema, os usuários podem monitorar e analisar dados de mercado em tempo real, além de realizar negociações na plataforma de negociação eletrônica. Foi desenvolvido por funcionários que trabalhavam para o empresário Michael Bloomberg. O sistema também fornece notícias, cotações de preços e mensagens por meio de sua rede segura proprietária. É amplamente conhecido na comunidade financeira por sua interface preta, que se tornou uma característica marcante do serviço. A primeira versão do terminal foi lançada em dezembro de 1982.
A maioria das grandes empresas do setor financeiro possui assinaturas do serviço Bloomberg Professional. Muitas bolsas de valores cobram taxas adicionais pelo acesso aos feeds de preços em tempo real no terminal. O mesmo se aplica a diversas organizações de notícias.
Todos os Terminais Bloomberg são alugados em ciclos de dois anos (no final dos anos 1990 e início dos anos 2000, também havia a opção de contratos de três anos). No passado, o custo do aluguel era calculado com base no número de monitores conectados a cada terminal, antes da migração para um sistema baseado no Windows. Atualmente, a maioria das configurações do Terminal Bloomberg inclui entre dois e seis monitores. Como uma plataforma de análise de dados e negociação eletrônica, o Terminal Bloomberg está disponível por uma taxa anual de aproximadamente 24 mil dólares por usuário ou 27 mil dólares por ano para assinantes que usam apenas um terminal. Em 2022, havia 325 mil assinantes do Terminal Bloomberg em todo o mundo.